# Robert Kerman
Robert Kerman, de son vrai nom Robert Charles Kerman, né le 16 décembre 1947 à Brooklyn et mort le 27 décembre 2018 à New York, est un acteur de cinéma américain.
Il est principalement connu comme acteur de films X, mais aussi pour ses participations à des films et séries télévisées grand public. Parmi ses films marquants, Concorde Affaire '79, Cannibal Holocaust, La Secte des cannibales, Cannibal Ferox, Sens Unique, Spider-Man et Debbie Does Dallas.

## Biographie

### Jeunesse
Robert Kerman est né le 16 décembre 1947 à Brooklyn (New York). Il grandit dans un quartier italo-juif de classe moyenne de Bensonhurst. Son père est un fabricant de saumure et sa mère tient la comptabilité de l’entreprise familiale. Dès son plus jeune âge, Kerman nourrit l’espoir de devenir acteur; au sein de la Lafayette High School il participe à ses premières pièces de théâtre avec sa classe. Il désigne rapidement les films westerns de son genre préféré, en particulier La Prisonnière du désert et Rio Grande. Lors de son adolescence, il voue une véritable passion pour la scène, en s'inscrivant notamment à ses premiers cours de théâtre; il poursuit dans cette voie lors de sa scolarité à l’université, au Brooklyn College, ainsi qu'à l'American Academy of Dramatic Arts, où il apparaît dans de nombreuses pièces de théâtre, dont des pièces mineures adaptées de grands classiques, à Broadway et à Manhattan. Il termine sa scolarité au Brooklyn College en 1970, ayant échappé à l'enfer du Vietnam il se lance seul dans la vie active afin d'obtenir des fonds pour lancer sa carrière auprès d'un agent artistique; il devient notamment chauffeur de taxi.

### Carrière cinématographique
Par besoin d'argent, Robert Kerman se laisse tenter par l'industrie du cinéma X au milieu des années 1970, alors en plein essor. Il apparaît pour la première fois dans un rôle sexuel dans le film Anyone But my Husband en 1974 sous le nom de Robert Kerr ; puis apparaît dans une dizaine d'autres films pornographiques au cours de l'année 1976, dont Sharon in the Rought, Virgin Snow, Sex Wish, et GUMS, la parodie pornographique des dents de la Mer où il reprend le rôle de Richard Dreyfuss. Durant cette même année, son seul film grand public est un film d'animation produit pour la télévision mêlant slow motion et prise de vues réelles, Pinocchio and His Magic Show, son seul rôle de doublage.
Des producteurs suggèrent à Robert Kerman de se trouver un pseudonyme d'acteur X ; il s'inspire d'un logo sur une boîte de vin Bolla pour son surnom de Richard Bolla, souvent nommé plus brièvement R. Bolla ; surnom qu'il utilise pour la première fois dans Blowdry à partir de 1976. S'ensuit une carrière fructueuse où il enchaîne des titres tel que Blonde Velvet, Punk Rock et Lustful Feelings.
Après une interprétation remarquée dans JOY en 1977 aux côtés de Sharon Mitchell, Robert Kerman apparaît cette même année pour la première fois au cinéma dans un film grand public avec Adieu, je reste, lors d'une scène de théâtre aux côtés de l'acteur Richard Dreyfuss ; qui l'aurait reconnu selon les dires de Robert Kerman, sa carrière dans l'industrie du X commençant à lui faire un nom, et aurait été sympathique avec lui sur le tournage.
Son talent d'acteur lui permet d'obtenir des rôles dans des productions pornographiques prestigieuses ; les producteurs font appel à lui dans des films avec de véritables histoires et parfois produits avec des moyens importants, les cinéastes de films pornographiques cherchent alors à faire des longs métrages qui pourraient rivaliser avec les films traditionnels. Cependant il faut attendre 1978 pour que Robert Kerman obtienne la consécration. Son rôle de Monsieur Greenfield dans le film Debbies Does Dallas aux côtés de Bambi Woods marque un tournant dans sa carrière, le film est un immense succès et lui permet d'obtenir une grande notoriété, aussi bien dans le milieu qu'auprès des amateurs du genre et éprouvera par la suite certains regrets quant à sa participation au film. Sa carrière pornographique lui permet aussi en 1978 d'apparaître dans un film de la Troma Entertainment, célèbre société ayant distribué des films tels que The Toxic Avenger et Poultrygeist, un faux documentaire sur les mœurs sexuelles des Américains.
En parallèle de sa carrière pornographique, le cinéma grand public reste l'une de ses principales vocations. Il obtient un premier rôle majeur en 1979, après une rencontre avec le directeur de production Nino Masini, lorsqu'il est au générique de SOS Concorde réalisé par Ruggero Deodato aux côtés de James Franciscus, dans le rôle du contrôleur aérien Kelman apparaissant au dernier quart du film. Il obtient un rôle similaire cette même année dans Airport 80 Concorde avec Alain Delon, quatrième volet de la saga catastrophe Airport.
Quelques mois plus tard, Ruggero Deodato cherche les acteurs principaux de son prochain film, un film d'aventure se déroulant dans la forêt amazonienne, Cannibal Holocaust. Robert Kerman se rend aux auditions, et se souvenant de sa performance dans SOS Concorde, Deodato lui donne le rôle principal, ne connaissant alors rien de la carrière pornographique de Robert Kerman.
Pensant que ce film va être un tremplin pour une future carrière grand public, Robert Kerman déchante très vite. En effet, le tournage en Amazonie s'avère éprouvant et difficile, de plus le réalisateur fait le choix de mettre en scènes des morts réelles d'animaux, ce qui entraîne les foudres de Robert Kerman qui s'oppose à de nombreuses reprises au réalisateur et quittera même le tournage un certain temps, notamment pendant la scène d'exécution d'un opossum, avant de revenir terminer le film.
Dans ce film traitant de cannibalisme, Robert Kerman interprète le rôle du professeur Harold Monroe, un brillant anthropologue envoyé par une université en pleine Amazonie afin de retrouver un groupe de journalistes disparus quelques mois auparavant alors qu'ils tournaient un documentaire sur l'enfer vert. À sa sortie en 1980, le film est un véritable phénomène ; en raison de son extrême violence il est interdit dans de nombreux pays, permettant à Robert Kerman de devenir célèbre auprès des amateurs de cinéma d'horreur de l'époque.
Robert Kerman apparaît par la suite dans deux autres films de cannibales italien d'Umberto Lenzi, avec tout d'abord La secte des Cannibales tourné au Sri Lanka en 1980, où il y interprète le rôle de Mark Butler auprès des actrices Janet Agren et Paola Senatore. Bien que Robert Kerman veuille continuer de travailler en Europe pour des productions cinématographiques italiennes notamment, il ne peut plus en raison de sa carrière pornographique lui valant l'annulation de son permis de travail en Italie. Cette situation l'empêche de participer au tournage de Cannibal Ferox du même réalisateur sorti en 1981 ; toutes ses scènes sont tournées à New York; il y interprète le rôle du lieutenant Rizzo enquêtant sur la disparition d'un jeune drogué parti en Amazonie et principal suspect dans une affaire de meurtre.
Malgré ses tentatives de percer dans le cinéma mainstream, Robert Kerman poursuit sa carrière dans l’industrie du porno chic en apparaissant dans de nombreux films culte de l'âge d'or du X américain avec notamment des films à succès tel que la suite de Debbie Does Dallas en 1981, Amanda By Night cette même année avec Véronica Hart, et The Devil in Miss Jones II qui lui vaut le prix du meilleur second rôle aux Critics' Adult Film Award en 1984.
Sa carrière d'acteur pornographique lui colle à la peau, malgré ses apparitions dans des films de série B ou à gros budgets. Il devient notamment la doublure de Robert deNiro dans une scène à caractère sexuelle du film Raging Bull en 1980, scène non retenue dans le film final, puis des rôles dans des polars ou productions tournés à New York. Il apparaît notamment en directeur de théâtre dans The tap dance kid, court métrage produit pour la télévision par la chaîne ABC en 1980, en médecin légiste auprès de Jon Polito et Joe Morton dans Un tueur dans la ville en 1982, et retrouve Véronica Hart dans Masque de Mort aux côtés de Farley Granger en 1984.
Robert Kerman continue son travail dans l'industrie du porno américain jusqu'en 1984, son film Corporate Assets marque sa dernière participation dans un film X, sa carrière continuant au cours des années suivantes car de nombreux films ont été tournés mais n'ont pas encore été libérés, dont la saga Taboo American Style et Tower of Power.
Il déménage avec sa petite amie à Los Angeles, décroche un contrat auprès d'un agent et apparaît dans de nombreux films et séries télévisées. Il fait irruption à la télévision en 1985 avec un rôle d'avocat dans un épisode de la série télévisée Capitaine Furillo, et des seconds rôles dans deux épisodes de Simon et Simon cette même année. Il apparaît ensuite dans la série Rick Hunter en 1986, où il décroche un rôle de premier plan le temps d'un épisode, avant d'apparaître aussi au cinéma cette même année dans le film culte Extra Sangsues où il interprète le rôle d'un policier aux côtés de Tom Atkins. Il apparaîtra notamment en tant que personnage récurrent dans quelques épisodes de la série On ne vit qu'une fois diffusée sur le réseau ABC, dans le rôle de Joel Diamond.
L'année suivante, il est un agent de la C.I.A aux côtés de Kevin Costner et Gene Hackman dans le thriller No Way Out (1987), et apparaît furtivement dans un épisode de la série Cagney et Lacey.
Ses apparitions dans ces séries télévisées et films culte lui permettent de devenir un visage régulier auprès des spectateurs, cependant alors que sa carrière décolle, celle-ci prend un tournant inattendu. En effet, son agent artistique l'abandonne, sans lui donner aucune raison, et ne trouvant pas de travail par lui-même il repart à New York en 1990. Ne voulant pas revenir dans l'industrie pornographique, Robert Kerman baisse les bras, commence alors une longue descente aux enfers. Pendant quelques années Robert Kerman devient dépendant à de nombreuses substances telles la cocaïne et l'alcool, avant de se reprendre en main.
Il passe la prochaine décennie à reconstruire sa vie, il retourne notamment au théâtre, puis est intronisé au Hall of Fame de l'AVN en 1998 qui lui permet de faire partie des plus grandes légendes de l'industrie pornographique. Il faut attendre la fin des années 1990 avec l'apparition du DVD pour que Robert Kerman renoue avec le succès avec les sorties de nombre de ses films cultes comme Cannibal Holocaust et Debbie Does Dallas au début des années 2000.

### Années 2000
En 2001, la ressortie cinéma de Cannibal Holocaust amène Robert Kerman à sortir de sa retraite non voulue pour promouvoir le film à Los Angeles. C'est durant cette période qu'il rencontre Bob Murawski, patron de la Grindhouse Releasing (en), une société de distribution de films détenant les droits de Cannibal Holocaust pour l'édition dvd dans laquelle Robert Kerman apparaît en interview dans les bonus, et futur monteur du film Spider-man de Sam Raimi, qui lui demande d'auditionner pour un rôle, qu'il décroche.
En 2002, il revient donc une dernière fois dans le cinéma grand public dans le film Spider-Man ; il y interprète le rôle du capitaine de remorqueur sauvant Mary-Jane à la fin du film lors du combat contre le Bouffon vert. Un petit rôle mémorable concluant sa carrière au cinéma pour la décennie à venir, malgré le soutiens de Sam Raimi, pour qui se fut un plaisir de travailler, dans la recherche d'un nouvel agent afin qu'il puisse poursuivre sa carrière.
En 2006, il apparaît en tant que Dr Monroe dans le court métrage de fiction Vic réalisé par Sage Stallone dont c'est la première et dernière réalisation avant son décès brutal en 2011.
Il a depuis 2005 participé à de nombreux documentaires sur son expérience, notamment sur deux de ses films culte Cannibal Holocaust et Debbie Does Dallas, il est interviewé par le site The Rialto Report en 2013, un entretien sur l'ensemble de sa carrière, se déplace à de nombreuses conventions de films ; il est aussi l'invité d'honneur lors de soirées où certains de ses films sont projetés au cinéma, notamment Cannibal Ferox en 2015, et donne des cours de théâtre.
Il apparaitra prochainement dans le film I Filmed Your Death, réalisé par Sam Bahre et dont la sortie est prévue pour 2019, aux côtés de Lloyd Kaufman et de Michael Horse.

### Vie privée & mort
Sa partenaire à l'écran dans Cannibal Holocaust est aussi sa partenaire de l'époque dans la vrai vie, il s'agit de Kate Weiman, interprétant dans le film l'un des cadres de la chaine souhaitant diffuser le documentaire d'Alan Yates à tout prix.
Depuis son départ de Los Angeles et jusqu'à sa mort, Robert Kerman vit à New York dans un petit appartement d'un immeuble réservé aux personnes ayant travaillé dans le milieu de l'art et du spectacle. En 2014, à la suite des dépenses afin de sauver la vie de son chat Socrates souffrant d'un cancer, Robert Kerman se retrouve presque ruiné et une cagnotte en ligne est ouverte afin de l'aider à surmonter cette impasse financière; mais n'empêchant pas la mort de son chat quelques semaines plus tard
Souffrant de graves problèmes de santé lié au diabète depuis de nombreuses années, il s’éteint le 27 décembre 2018 dans son lit d’hôpital à la suite d'une nouvelle hospitalisation.

## Filmographie grand public

### Cinéma
- 1976 : Pinocchio and His Magic Show de Ron Merk : voix (doublage)
- 1977 : Adieu, je reste (The Goodbye Girl) de Herbert Ross : Richard III Cast
- 1978 : Acting Out de Carl Gurevich et Ralph Rosenblum : Professional Repertory Company
- 1979 : SOS Concorde (Concorde Affaire '79) de Ruggero Deodato : chef opérateur Kelman (non crédité)
- 1979 : Airport 80 Concorde (The Concorde... Airport '79) de David Lowell Rich : le contrôleur aérien
- 1979 : Cannibal Holocaust de Ruggero Deodato : Harold Monroe
- 1980 : The Tap Dance Kid : le directeur du théâtre
- 1980 : La Secte des cannibales (Mangiati vivi!) d'Umberto Lenzi : Mark Butler
- 1981 : Cannibal Ferox d'Umberto Lenzi : lieutenant Rizzo
- 1982 : The Starmaker de Ron Feilen et Ken Yontz : R. Bola
- 1982 : Mission Hill de Bob Jones : Bob
- 1982 : Un tueur dans la ville (The Clairvoyant) d'Armand Mastroianni : le médecin légiste
- 1984 : Death Mask de Richard Friedman : Dr Howe
- 1986 : Extra Sangsues (Night of the Creeps) de Fred Dekker: le policier à la torche
- 1987 : Sens unique (No Way Out) de Roger Donaldson : l'agent de la CIA
- 1998 : Men Under Water de Douglas Morse : Gunther
- 2002 : Spider Man de Sam Raimi : le capitaine du remorqueur
- 2006 : Vic de Sage Stallone : Monroe
- 2012 : Celluloid Bloodbath: More Prevues from Hell de Jim Monaco et James F. Murray Jr. : lui-même
- 2015 : Eaten Alive! The Rise and Fall of the Italian Cannibal Film de Calum Waddell : lui-même

#### Télévision
- 1985 : Capitaine Furillo (saison 6 épisode 3) de Philip DeGuere : avocat
- 1985 : Simon et Simon (saison 4 épisode 20) : garde à l'entrée de la fête costumée
- 1985 : Simon et Simon (saison 5 épisode 9) de Philip DeGuere : Cooter, le joueur de billard
- Date inconnue : On ne vit qu'une fois : Joel Diamond
- 1986 : Rick Hunter (saison 2 épisode 12) : le P.I.O. (Public Information Officer)
- 1987 : Cagney et Lacey (saison 7 épisode 2) de Barbara Avedon et Barbara Corday : Richie, membre des alcooliques anonymes
- 1988 : Max Headroom (saison 2 épisode 8) : Un invité à la soirée
- 2005 : The Dark Side of Porn (saison 1 épisode 3) -Debbie Does Dallas Uncovered- : lui-même
- 2005 : The Perfect Scary Movie (documentaire) : lui-même
- 2012 : Dave's Old Porn (saison 2 épisode 3) : lui-même
- 2016 : X-Rated 2: The Greatest Adult Stars of All Time! de Bryn Pryor (documentaire tv) : lui-même

##### Théâtre
- No Sex Please, Were're British! au Brookside Playhouse : Brian
- Welcome to the Monkey House au New York Theater Ensemble : rôles divers
- Kangaroo Courtship au New American Playwright Series : Walt
- Moral Facts au New American Playwright : Peter
- Asses au Premier de Broadway : Jake
- Joe Egg au New Workshop Theater : Brian
- Tom Paine au New Workshop Theater : Thomas Paine
- Hedda Gabler au New Workshop Theater : Eilert Loveborg
- Peer Gynt au Gershwin Theater : Peer
- Time Remembered au Gershwin Theater : Prince Albert
- Cat on a Hot Tin Roof au Gershwin Theater : Brick
- A view From the Bridge au Gershwin Theater : Eddy Carbone
- Measure for Measure : Angelo
- Unknow Soldier and his Wife : Rebel
- The Physicist : Osacr Rose
- Camille : Armande
- Moral Facts : Peter
- Marriage Museum : Jules
- Poor Bitos : Jules/Danton
- Night Thoreau Spent in Jail : Thoreau
- The Knack : Colin
- Whos Afraid of Virginia Woolf : Nick